# Титком, Мэри Брэдиш
Мэри Брэдиш Ти́тком  (англ. Mary Bradish Titcomb; 1858—1927) — американская художница и педагог.

## Биография

Two Girls, Old Lyme;
около 1905

Родилась в 1858 году в городе Уиндем, штат Нью-Гэмпшир.
Первоначально училась в обычной школе. В возрасте 28 лет поехала в Бостон, где обучалась в Massachusetts Normal Art School и в Boston Museum School. Получив художественное образование, стала художником, работала в Бостоне, регулярно путешествовала по США. Посетила Европу, где обучалась в Академии Жулиана.
Также работала преподавателем в государственных школах штата Массачусетс. Закончив учительскую карьеру в 1901 году, стала профессиональной художницей, посвятив этому делу всю оставшуюся жизнь. Имела собственную студию в Grundman Studios (1907—1917) и в Fenway Studios (с 1917). Была участницей многих художественных объединений, также много выставлялась, удостоившись призов.
Умерла в 1927 году в городе Марблхед, штат Массачусетс